# Calamus vestitus
Calamus vestitus är en enhjärtbladig växtart som beskrevs av Odoardo Beccari. Calamus vestitus ingår i släktet Calamus och familjen Arecaceae. Inga underarter finns listade i Catalogue of Life.